# Biologia computacional
Biologia Computacional é um campo de estudo interdisciplinar que aplica técnicas da ciência da computação, matemática aplicada e estatística para problemas da biologia. Os campos da biologia que mais se beneficiam da Biologia Computacional incluem:
- Bioinformática, que aplica algoritmos e técnicas estatísticas para bancos de dados de informação sobre biologia, que geralmente consistem de grande número sequências de DNA, RNA ou proteínas.
- Biomodelagem computacional, um campo da biocibernática para a construção de modelos computacionais de sistemas biológicos.
- Genômica computacional, um campo da genômica que estudo o genoma das células e organismos.
- Simulação molecular, um campo que lida com métodos teóricos e técnicas computacionais para modelar ou imitar o comportamento de moléculas.
- Biologia Sistêmica, que modela redes de interação biológica de grande escala.
- Prognóstico de estruturas protéicas e genômica estrutural, que produz sistematicamente modelos estruturais de estruturas de proteína que não foram feitas experimentalmente.
- Bioquímica e biofísica computacional